# Chirassimont
Chirassimont est une commune française située dans le département de la Loire en région Auvergne-Rhône-Alpes.

## Géographie

### Climat
Pour des articles plus généraux, voir Climat d'Auvergne-Rhône-Alpes et Climat de la Loire.
En 2010, le climat de la commune est de type climat des marges montargnardes, selon une étude du Centre national de la recherche scientifique s'appuyant sur une série de données couvrant la période 1971-2000. En 2020, Météo-France publie une typologie des climats de la France métropolitaine dans laquelle la commune est exposée à un climat de montagne ou de marges de montagne et est dans la région climatique Nord-est du Massif Central, caractérisée par une pluviométrie annuelle de 800 à 1 200 mm, bien répartie dans l’année.
Pour la période 1971-2000, la température annuelle moyenne est de 10,2 °C, avec une amplitude thermique annuelle de 16,5 °C. Le cumul annuel moyen de précipitations est de 880 mm, avec 10,4 jours de précipitations en janvier et 7,4 jours en juillet. Pour la période 1991-2020, la température moyenne annuelle observée sur la station météorologique de Météo-France la plus proche, « Machézal », sur la commune de Machézal à 2 km à vol d'oiseau, est de 11,3 °C et le cumul annuel moyen de précipitations est de 819,9 mm,. Pour l'avenir, les paramètres climatiques de la commune estimés pour 2050 selon différents scénarios d'émission de gaz à effet de serre sont consultables sur un site dédié publié par Météo-France en novembre 2022.

## Urbanisme

### Typologie
Au 1er janvier 2024, Chirassimont est catégorisée commune rurale à habitat dispersé, selon la nouvelle grille communale de densité à sept niveaux définie par l'Insee en 2022.
Elle est située hors unité urbaine et hors attraction des villes,.

### Occupation des sols
L'occupation des sols de la commune, telle qu'elle ressort de la base de données européenne d’occupation biophysique des sols Corine Land Cover (CLC), est marquée par l'importance des territoires agricoles (85,3 % en 2018), en diminution par rapport à 1990 (87,7 %). La répartition détaillée en 2018 est la suivante : 
prairies (64,6 %), zones agricoles hétérogènes (14,6 %), forêts (12,2 %), terres arables (6,2 %), zones urbanisées (2,4 %). L'évolution de l’occupation des sols de la commune et de ses infrastructures peut être observée sur les différentes représentations cartographiques du territoire : la carte de Cassini (XVIIIe siècle), la carte d'état-major (1820-1866) et les cartes ou photos aériennes de l'IGN pour la période actuelle (1950 à aujourd'hui).

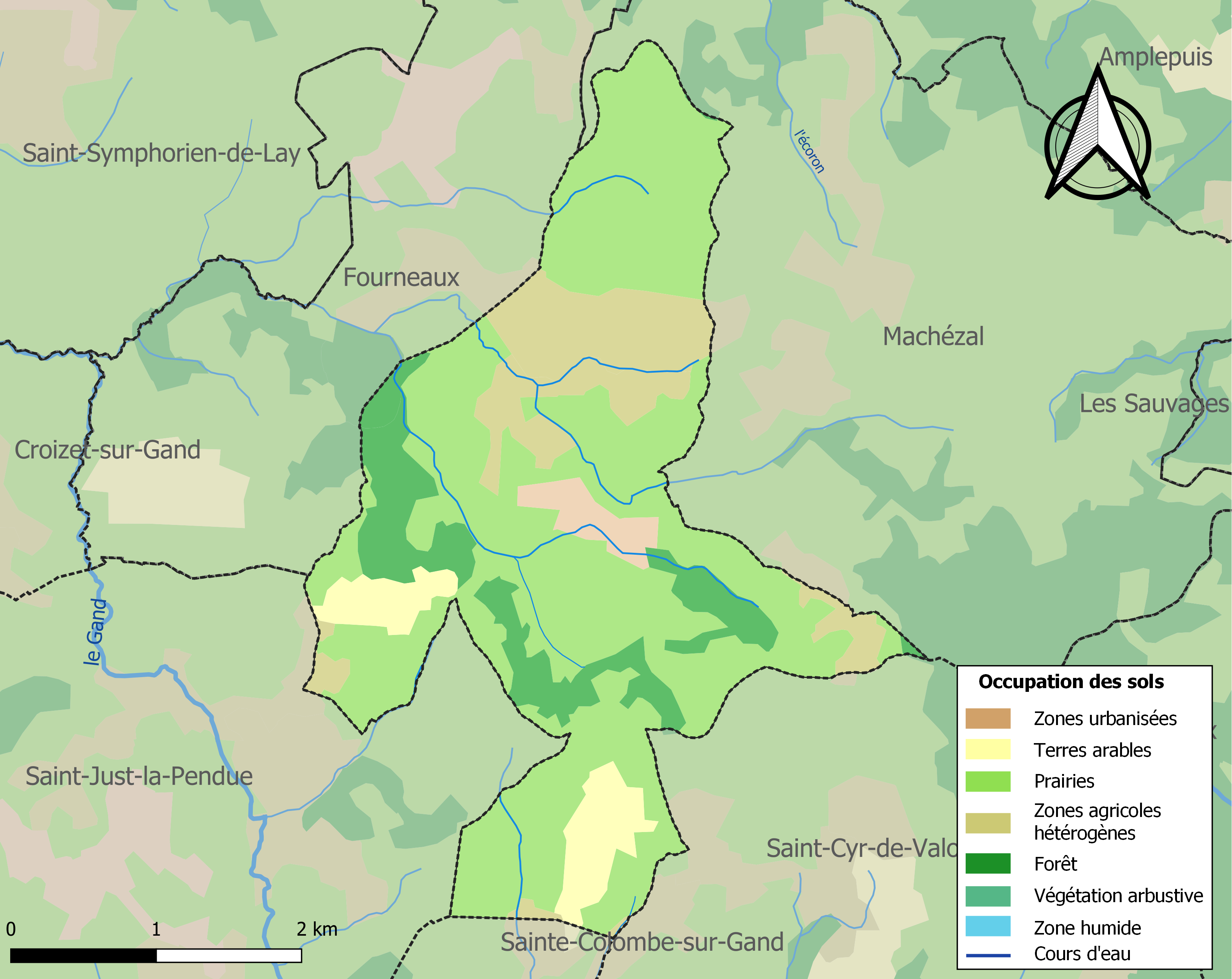
Carte des infrastructures et de l'occupation des sols de la commune en 2018 (CLC).

## Histoire[13]
Au XIIIe siècle, le village s'appelait « Chasal Symont », ce qui veut dire « Maison de Simon ».
On relève mention de l'église dès 1203. Elle dépendait sans doute du monastère Saint-Irénée de Lyon.
En 1410, pendant la guerre de Cent Ans, les habitants demandèrent à leur seigneur, le duc de Bourbon, sire de Beaujeu, l'autorisation de fortifier leur église afin de se mettre à l'abri des gens de guerre qui ravageaient le pays. Cette construction conservera son aspect défensif jusqu'en 1891, date à laquelle elle fut remplacée par l'église actuelle. De la vieille construction il ne reste que le porche et les colonnettes en calcaire qui ont été incorporées dans le mur du jardin de la cure à gauche de l'église actuelle.
Le village a conservé la tradition d'une implantation textile qui comprenait au début du XIXe siècle de nombreux tissages de soieries à la main. C'est aussi à Chirassimont que fut montée, au début du XIXe siècle, la plus ancienne mécanique pour la filature du coton, avant que s'élèvent les ateliers de Charlieu, Roanne, Saint-Germain-Laval, Régny et Saint-Just-la-Pendue. Au début des années 1980, il restait deux petites usines textiles qui occupaient ensemble une cinquantaine de salariés et aussi une demi douzaine de tisseurs à domicile de voiles pour rideaux.

## Politique et administration

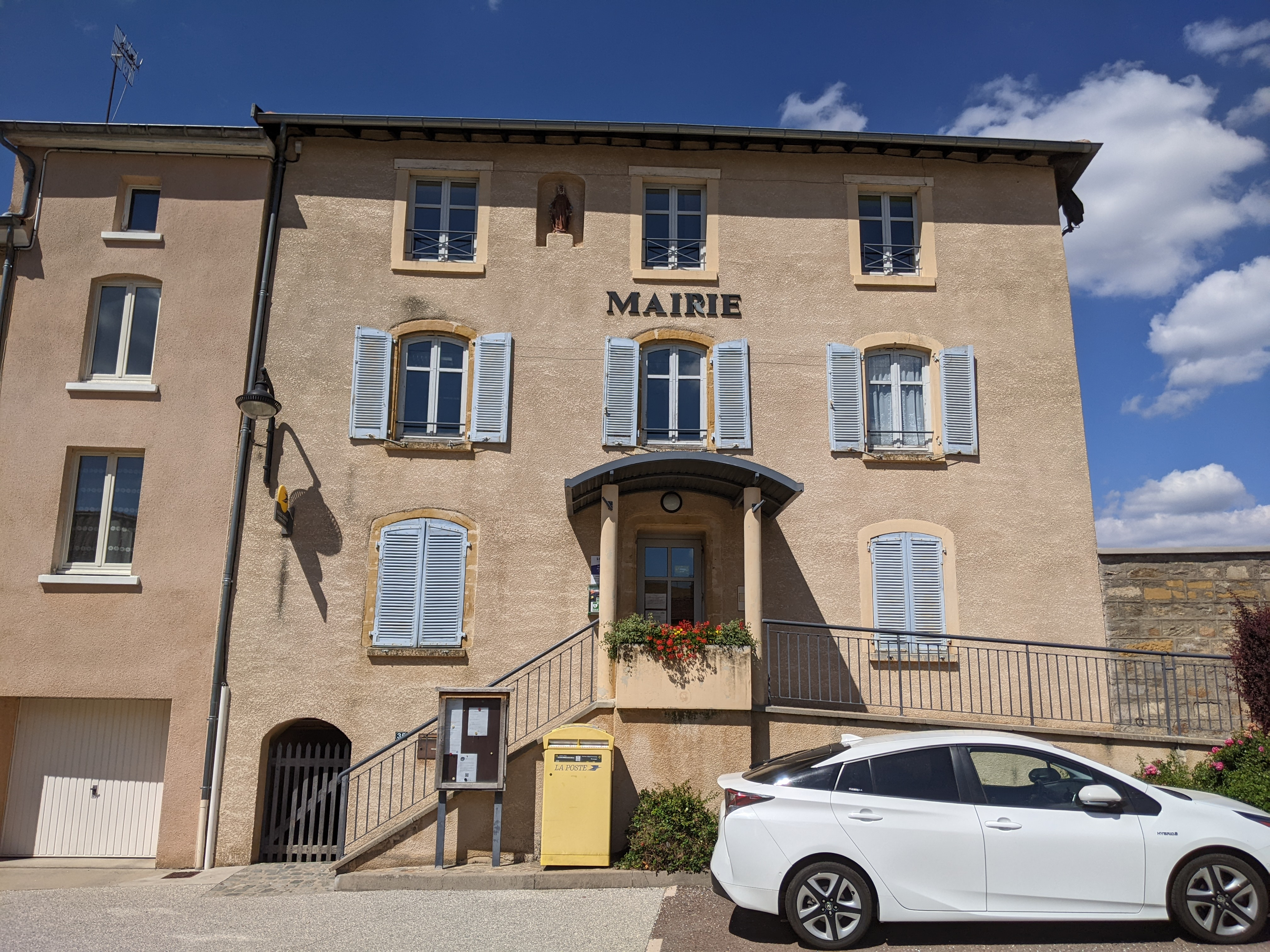
Mairie

| Période                                  | Période                   | Identité                                          | Étiquette | Qualité |
| ---------------------------------------- | ------------------------- | ------------------------------------------------- | --------- | ------- |
| Les données manquantes sont à compléter. |                           |                                                   |           |         |
| avant 1988                               | ?                         | Claude Jusselme                                   |           |         |
| mars 2001                                | 2014                      | Paul Valois                                       |           |         |
| 2014                                     | En cours (au 28 mai 2020) | Jean-Paul Jusselme Réélu pour le mandat 2020-2026 |           |         |

## Démographie
L'évolution du nombre d'habitants est connue à travers les recensements de la population effectués dans la commune depuis 1793. Pour les communes de moins de 10 000 habitants, une enquête de recensement portant sur toute la population est réalisée tous les cinq ans, les populations de référence des années intermédiaires étant quant à elles estimées par interpolation ou extrapolation. Pour la commune, le premier recensement exhaustif entrant dans le cadre du nouveau dispositif a été réalisé en 2005.

En 2022, la commune comptait 388 habitants, en évolution de −3 % par rapport à 2016 (Loire : +1,32 %, France hors Mayotte : +2,11 %).
| 1793  | 1800  | 1806  | 1821  | 1831  | 1836  | 1841  | 1846  | 1851  |
| ----- | ----- | ----- | ----- | ----- | ----- | ----- | ----- | ----- |
| 1 720 | 1 251 | 1 569 | 1 999 | 2 062 | 2 176 | 2 275 | 1 188 | 1 155 |

| 1856  | 1861  | 1866  | 1872  | 1876  | 1881  | 1886  | 1891 | 1896 |
| ----- | ----- | ----- | ----- | ----- | ----- | ----- | ---- | ---- |
| 1 195 | 1 205 | 1 195 | 1 159 | 1 112 | 1 035 | 1 017 | 919  | 904  |

| 1901 | 1906 | 1911 | 1921 | 1926 | 1931 | 1936 | 1946 | 1954 |
| ---- | ---- | ---- | ---- | ---- | ---- | ---- | ---- | ---- |
| 897  | 908  | 849  | 770  | 781  | 765  | 707  | 697  | 642  |

| 1962 | 1968 | 1975 | 1982 | 1990 | 1999 | 2005 | 2006 | 2010 |
| ---- | ---- | ---- | ---- | ---- | ---- | ---- | ---- | ---- |
| 649  | 581  | 516  | 417  | 409  | 364  | 382  | 379  | 376  |

| 2015 | 2020 | 2022 | - | - | - | - | - | - |
| ---- | ---- | ---- | - | - | - | - | - | - |
| 405  | 399  | 388  | - | - | - | - | - | - |

## Lieux et monuments
- Église Saint-Barthélemy de Chirassimont.

### Ruines de la tour de Vareille[13]

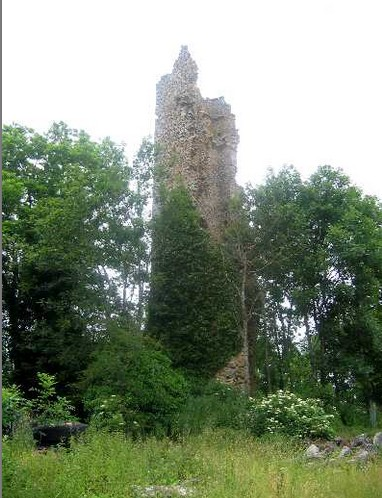
Ruines de la tour de Vareille.

Située sur la route qui conduit à Fourneaux, c'est tout ce qui reste de l'énorme tour carrée de 4 étages, qui protégeait un angle de l'ancien château fort médiéval ayant longtemps appartenu aux seigneurs de Rossy et à la famille de Sainte Colombe. Le château aurait été assiégé, brûlé et détruit par les Huguenots vers 1570 au cours des guerres de religion.
L'origine de cette maison forte restera probablement inconnue car ses archives ont été détruites pendant la Révolution.
Elle date du début du XVIe siècle. Malheureusement, la gaine de la vaste cheminée du second étage, ménagée dans la muraille a entraîné sa ruine et s'est écroulée à moitié de la base au sommet ; mais ses ouvertures étroites, ses créneaux, ses archières n'ont rien perdu de leur caractère initial et la ruine est impressionnante.
Selon la légende, transmise dans le village, quand la tour tombera, une grande catastrophe sera à venir.[réf. nécessaire]

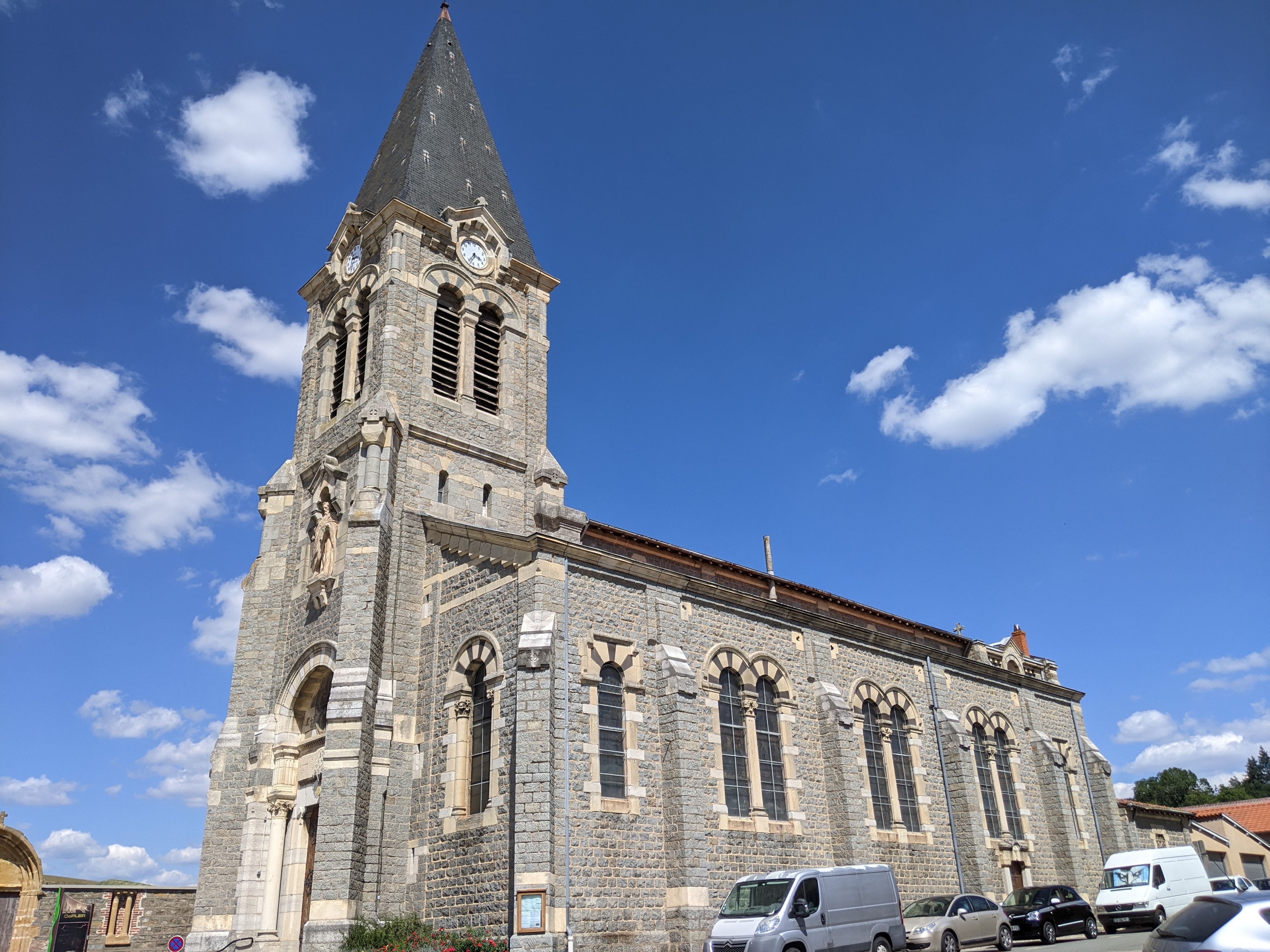
Église Saint-Barthélemy.
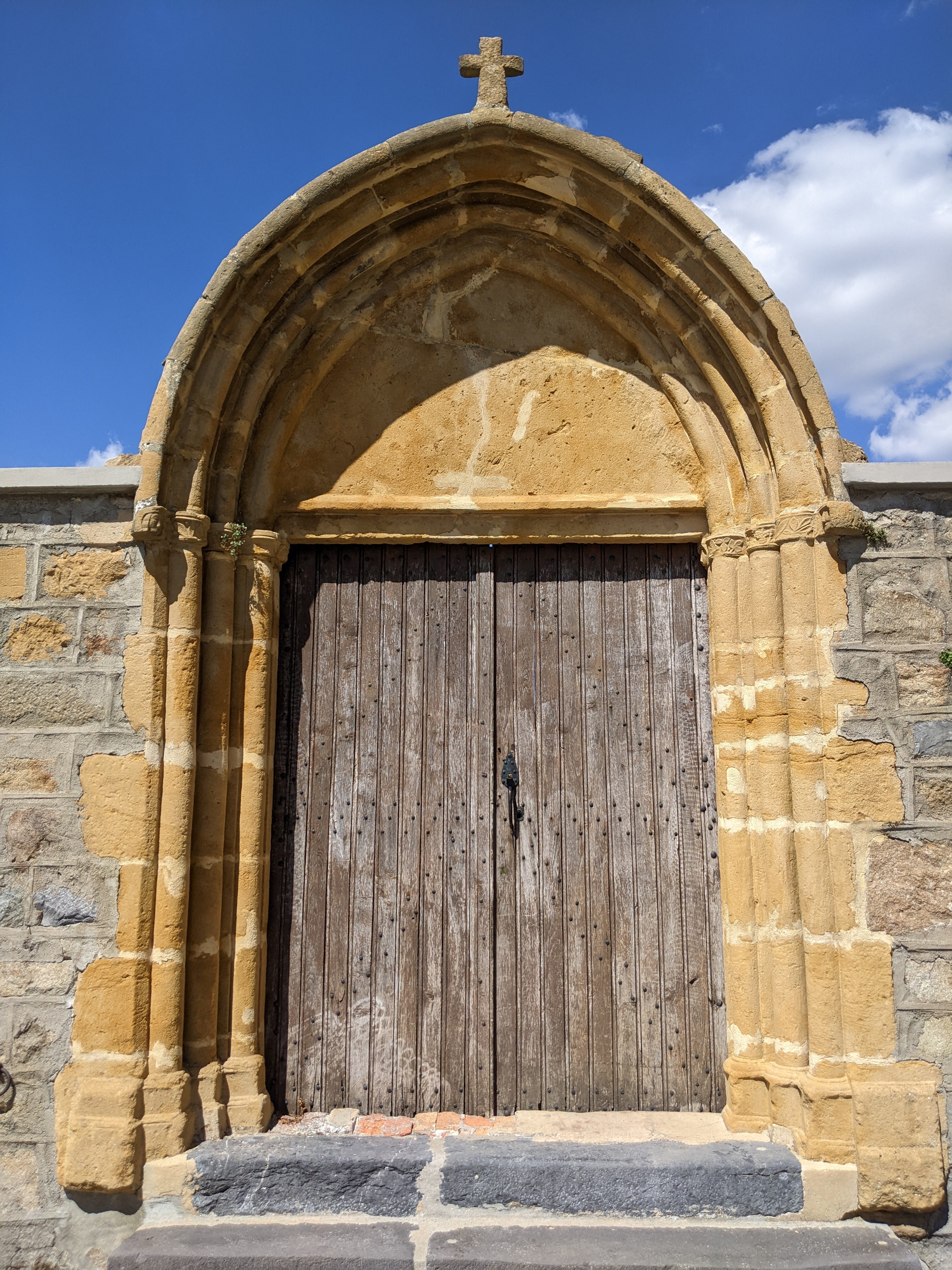
Portail de l'ancienne église.
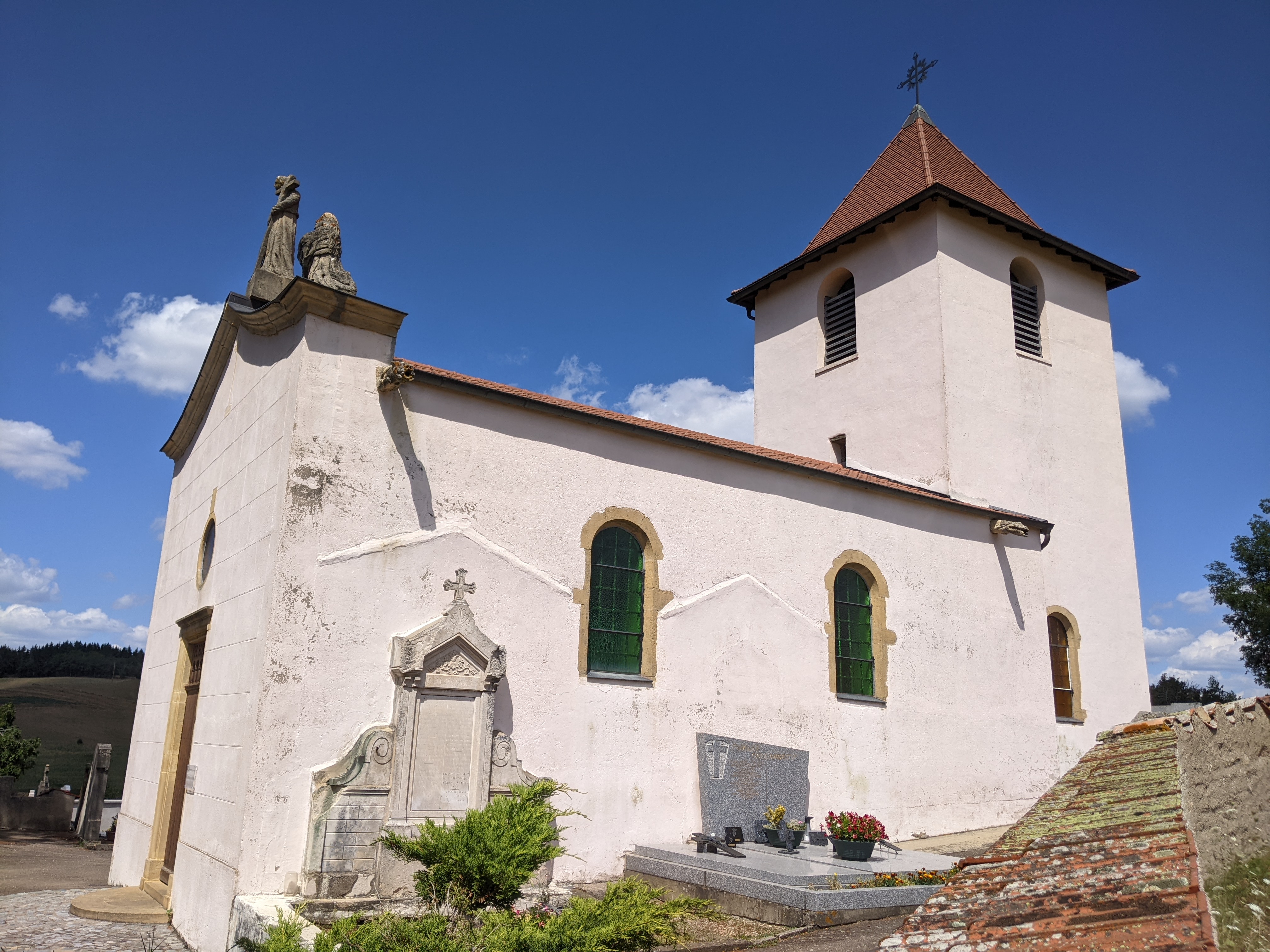
Chapelle Notre-Dame-de-Pitié dans le cimetière.
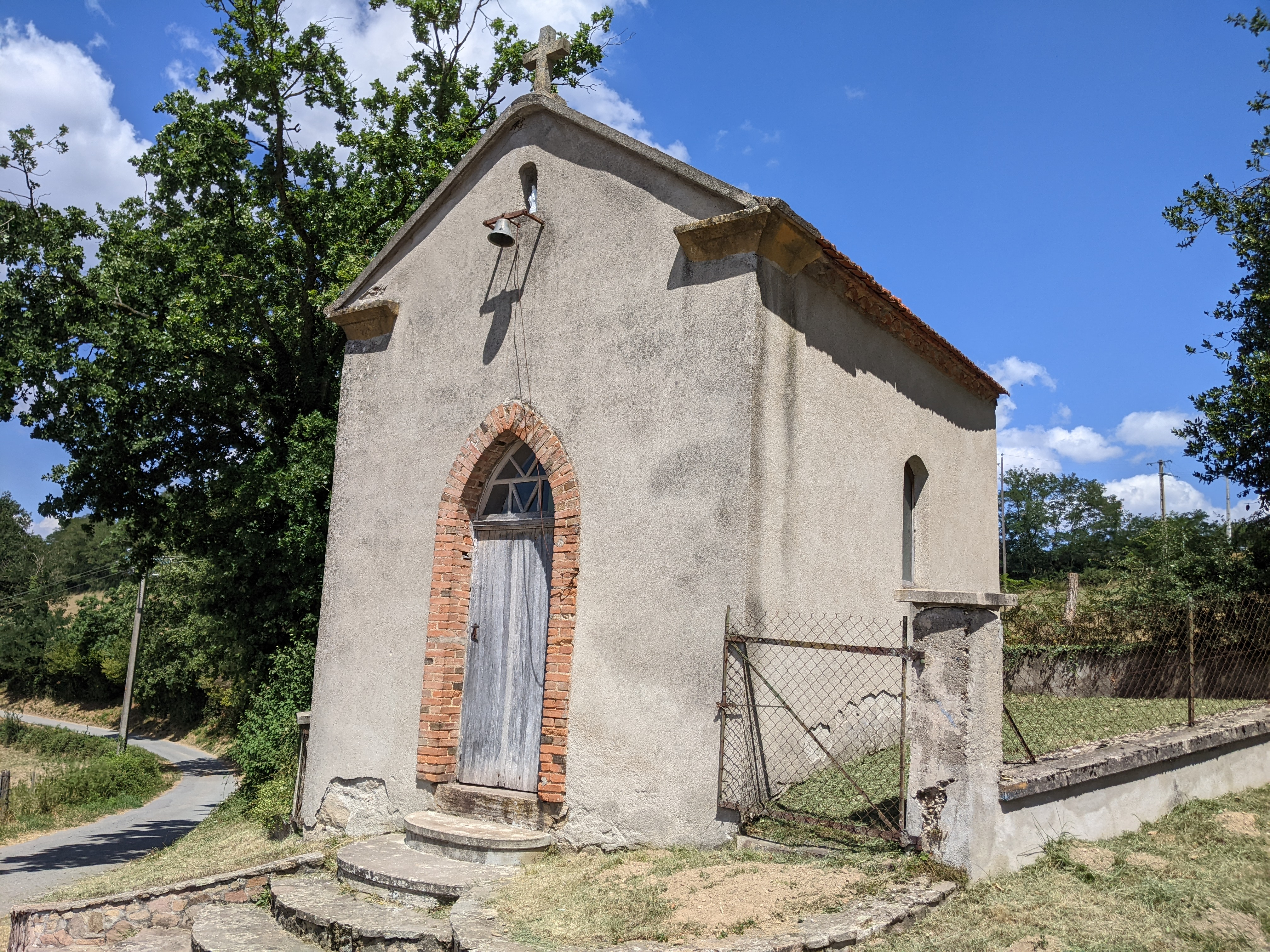
Chapelle Notre-Dame-des-Champs.
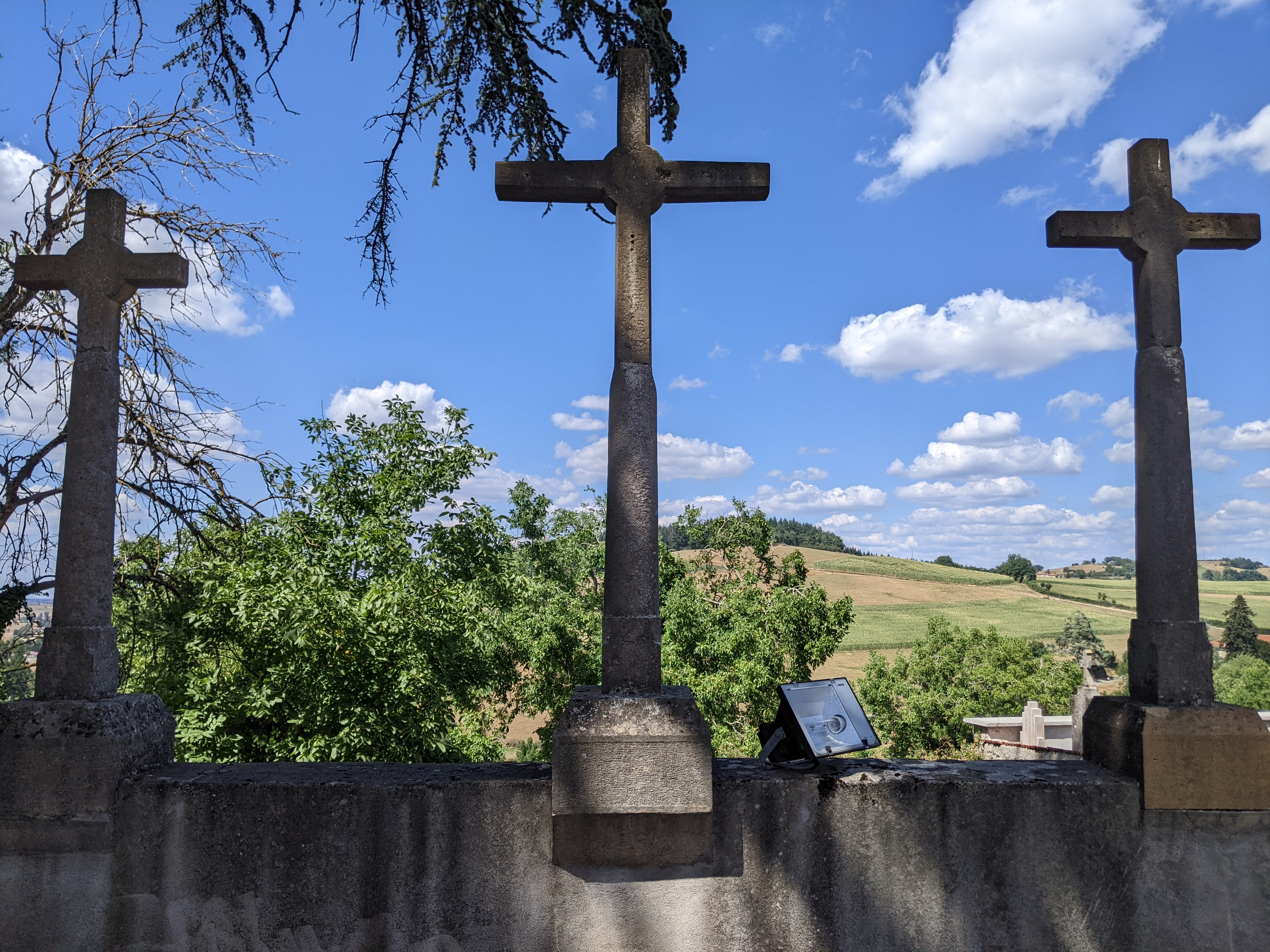
Calvaire dans le cimetière.